# Direct-attached storage
Direct-attached storage (Nederlands: direct verbonden opslag, of het acroniem DAS) staat voor een opslagmedium dat direct aangesloten is op een computersysteem en dat gegevens vasthoudt als de computer uit staat. Over het algemeen wordt onder DAS verstaan een of meer harde schijven in een enkele behuizing die bijvoorbeeld via Parallel ATA (IDE), Serial ATA, SCSI, Firewire of USB aangesloten zijn. Het onderscheid is dat een DAS niet via een netwerk gegevens uitwisselt, maar een directe verbinding met een computer heeft.
Het alternatief voor DAS zijn storage area network (SAN)- en network-attached storage (NAS)-systemen, waarbij de opslag in een extern opslagsysteem gebeurt dat via een netwerk benaderd kan worden.